# Aeroportul Kobuk
Aeroportul Kobuk (IATA: OBU, ICAO: PAOB, FAA LID: OBU) este un aeroport din Alaska, Statele Unite ale Americii ce deservește zona Kobuk⁠(d). Aeroportul a fost tranzitat în 2019 de 4.154 de pasageri. A fost numit după zona deservită.
Situat la o altitudine de 43 m, aeroportul dispune de 1 pistă. Este operat de Alaska Department of Transportation & Public Facilities⁠(d).

## Infrastructură

### Piste
Aeroportul dispune de o singură pistă. Pista 09/27 are suprafața de pietriș și dimensiunile 4.020 picioare × 75 picioare. 